# Två svenska emigranters äfventyr i Amerika
Två svenska emigranters äfventyr i Amerika är en svensk kort stumfilm från 1912 regisserad av Eric Malmberg.

## Handling
Sven emigrerar till Amerika. Hemma väntar systern och föräldrarna på brev från honom, men det kommer aldrig något. En dag läser hon en annons där en svensk-amerikan söker en kvinna för eventuellt äktenskap. Hon svarar på annonsen med förhoppningen att få reda på broderns öde. Det blir bröllop och de nygifta reser till Amerika där mannen avlider och hon är ensam utan språkkunskaper i det nya landet.
Under tiden har föräldrarna fått brev från brodern som berättar att han blivit präst.
I Amerika kommer en tolk till systerns hjälp, men han är oärlig och lurar henne att skriva på ett papper där hon överlåter sin makes förmögenhet till honom. Så småningom blir hon misstänksam och det uppstår bråk, hon lyckas fly med skurken i hälarna och rusar in en kyrka där det visar sig att brodern håller en gudstjänst. Skurken kan gripas och gudstjänsten avslutas med syskonen sida vid sida. De båda inser att det nya landet mist sin dragningskraft och beslutar sig för att återvända hem till Sverige. 

## Om filmen
Filmen premiärvisades 29 april 1912 på biograf Röda Kvarn i Sveasalen Stockholm. Filmen spelades delvis in ombord på S/S Lusitania vid färd över Atlanten, samt vissa delar vid Niagarafallen och New York i USA.

## Rollista (i urval)
- Victor Arfvidson – Sven, bondson
- Lilly Jacobsson – Betty, Svens syster
- Eugen Nilsson – Fadern
- Erika Törnberg – Modern
- Eric Malmberg – James Paterson, tolk/skurk
- Eric Malmberg – Bettys man
- Carl P. York
- Julius Jaenzon
- som dansare medverkade:
- Carl Johannesson
- Lisa Holm